# I Came By
I Came By è un film britannico del 2022 scritto e diretto dal regista britannico-iraniano Babak Anvari. Il film è interpretato da George MacKay, Percelle Ascott, Kelly Macdonald e Hugh Bonneville.

## Trama
Un graffitista che prende di mira le case dei ricchi scopre un oscuro segreto in un seminterrato nascosto scatenando una serie di eventi che metteranno in pericolo le persone a lui più care.

## Distribuzione
Il film è stato distribuito sulla piattaforma Netflix a partire dal 31 agosto 2022.